# Эмоциональная гибкость
Эмоциона́льная гибкость (ЭГ; англ. emotional flexibility, EF) — способность человека прислушиваться и использовать свои внутренние переживания продуманным и продуктивным способом. Относится к гибким навыкам.
Эмоциональная гибкость представляет собой оптимальное сочетание эмоциональной экспрессивности и устойчивости, способность проявлять искренне  эмоции и переживания, реагировать разнообразно и одновременно с этим проявлять эмпатию, проявлять теплоту и участие к окружающим.
Эмоциональная гибкость проявляется в способности легко, быстро, гибко, адекватно эмоционально реагировать на любые внешние воздействия, выражается в способности выразительно выражать эмоции, сопереживать и рефлексировать. Выделяют три основных составляющих: эмоциональную экспрессию, эмпатию и эмоциональную отзывчивость (чуткость).